# Ебру Џејлан
Ебру Џејлан (Анкара, 26. јануар 1976) турска је фотографкиња, глумица, сценариста и уметнички директор. Удата је за сарадника Нурија Билгеа Џејлана.

## Биографија
Ебру је рођена у Анкари и студирала је филм и телевизију на Универзитету Мармара и Универзитету Мимар Синан. Џејлани су заједно глумили у филму Климе из 2006. године, који су такође написали сценарио заједно. Остварили су и сарадњу у писању сценарија која укључују Три мајмуна (2008), Било једном у Анадолији (2011) и Зимски сан (2014).
Нури Билге је описао њихов списатељски однос, рекавши: „Пошто је она моја жена, она има право да каже било шта. У ствари, свађамо се доста, понекад и до јутра, али је веома корисно."  За Зимски сан, Ебру је добила номинацију за Европску филмску награду за најбољег сценаристе.
Она је наставила сарадњу у писању са Нури Билгеом и са Акином Аксуном, за Дрво дивље крушке (2018) и О сувим травама (2023).